# 突發事件及危機管理期刊
《突發事件及危機管理期刊》（Journal of Contingencies and Crisis Management）是一份1993年起發行的學術期刊。該期刊每年出版4次，內容為探討危機管理、風險管理、應急計劃、生態危機、金融危機、國際關係、國防和和平與衝突研究。現時，期刊的主編是阿姆斯特丹自由大學的Ira Helsloot博士。

## 外部連結
- 官方网站